# Kabupaten Jepara
Kabupaten Jepara är ett kabupaten i Indonesien.   Det ligger i provinsen Jawa Tengah, i den västra delen av landet, 400 km öster om huvudstaden Jakarta. Antalet invånare är 1 150 332. Arean är 1 004 kvadratkilometer.
Terrängen i Kabupaten Jepara är varierad.